# Juan Nepomuceno Fernández (Buenos Aires)

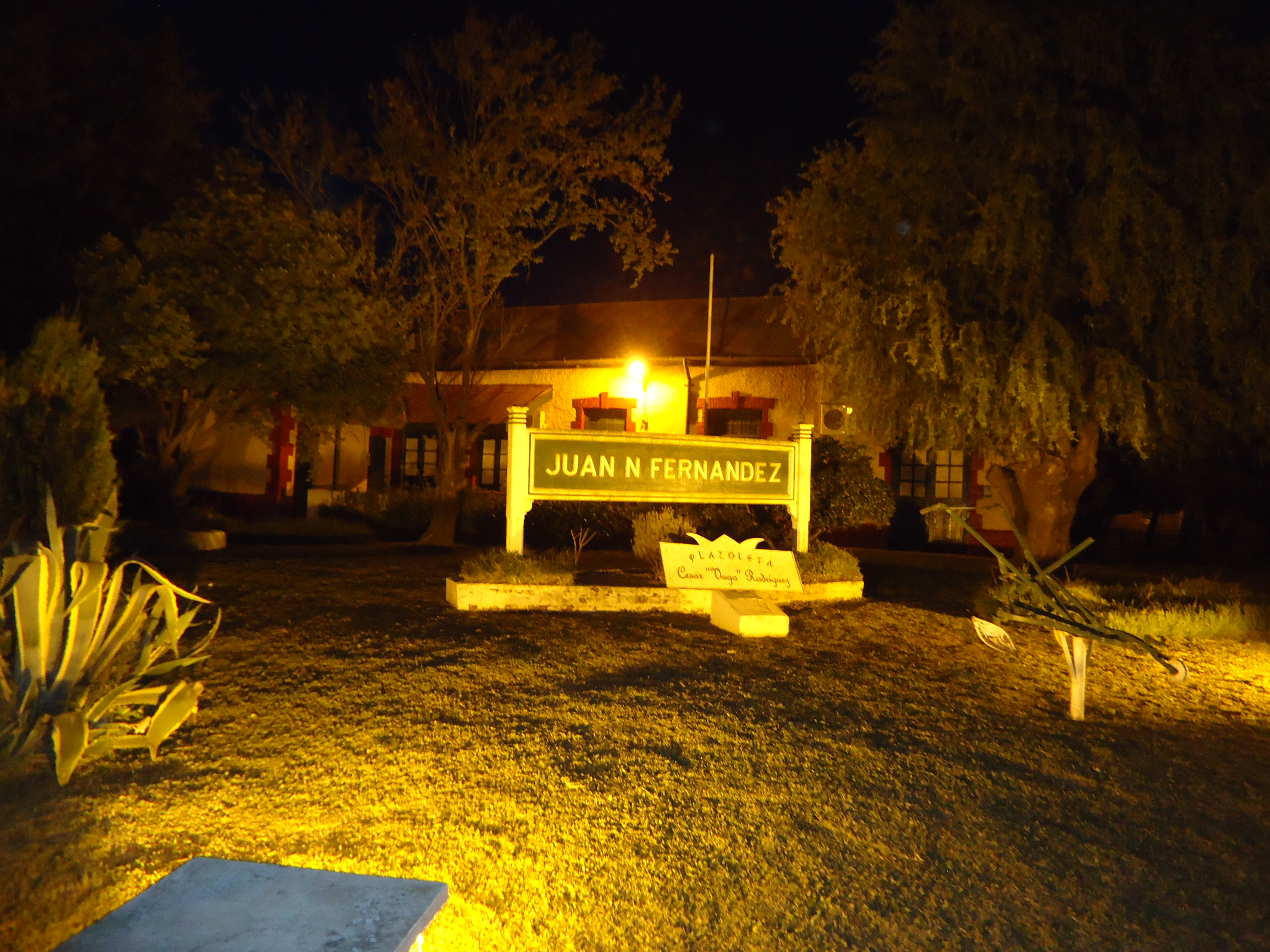
Estación del Ex ferrocarril, vista nocturna.

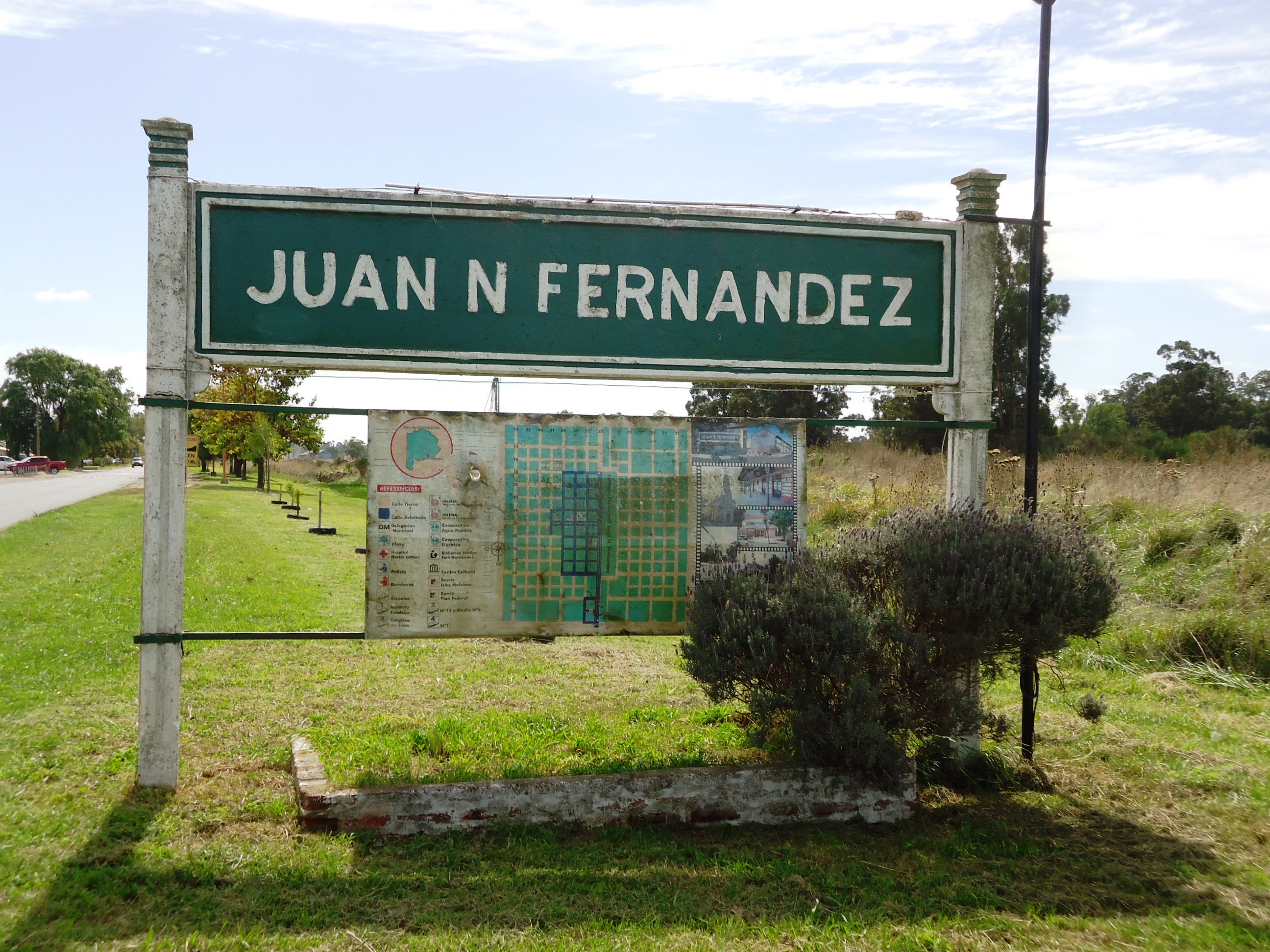
Cartel sobre Ruta 80

Juan Nepomuceno Fernández es un paraje ubicado en el partido de Necochea, provincia de Buenos Aires, Argentina, que fue fundado el 28 de marzo de 1909, por Josefa Fernández de Fonseca Vaz en homenaje a su padre, Juan Nepomuceno Fernández, quien fuera el propietario de estas tierras. A pesar de pertenecer al partido de Necochea, la población local tiene mucha pertenencia y relación con los Partidos de Tandil, Benito Juárez y Lobería. 

## Toponimia
El pueblo rural lleva el nombre de Juan Nepomuceno Fernández (1798 - 1871), un estanciero y comerciante argentino que fue uno de los primeros pobladores del Partido de la Lobería Grande y participó en la fundación de la Sociedad Rural Argentina.

## Historia
Juan Nepomuceno Fernández es una localidad rural que fue fundada el 28 de marzo de 1909 por  Josefa Fernández de Fonseca Vaz, la condesa del Sena. Este pueblo es una de los más destacados del partido de Necochea. Se vincula directamente con la actividad  del sector agropecuario de su zona de influencia, posee tierras muy ricas para cultivar trigo, maíz, girasol, soja; y campos muy aptos para la ganadería bovina. 
Las vías ferroviarias dividen al pueblo en dos.

## Educación

### Inicial, Básica y Deportiva
- Jardín de infantes N.º 905
- N.º 910 y Parroquial Condesa de Sena
- Escuela Primaria N.º 14 Hipólito Yrigoyen
- N.º 17 Almirante Brown
- Parroquial Condesa de Sena
- CEF N.º 63

### Medio
- Instituto Excelsior
- Escuela de Enseñanza Media Nocturna N.º 6. Ahora CENS(Centro de Enseñanza Secundaria) Nª 453.
- Escuela para Adultos N.º 710
- Centro de Educación Física N.º 63.
- Escuela Secundaria Básica Nro.19

## Culto
- Iglesia del Sagrado Corazón de Jesús: frente a la bien ornamentada y forestada plaza principal Independencia se erige su imponente estructura
- Iglesia Evangélica del Movimiento Cristiano y Misionero: "Casa de Dios" JNF, en calle 33 entre 28 y 30.

## Sociales y deportes
- Club Social y Deportivo Defensores de Juan N. Fernández
- Club Social y Deportivo Fernandense
- Club Barracas, que cuenta con una importante pista de automovilismo donde se llevan a cabo competencias de nivel regional y provincial.
- Escuela de Karate Do: Shan Ryu que significa: Escuela de la Montaña. Funciona desde 1990 y actualmente está a cargo del tercer Dan, Carlos Daniel Ugarte, con una matrícula de más de 20 alumnos.
- Casa de La Música y Las Artes de Juan N Fernández

## Otros organismos
- Delegación Municipal
- Subcomisaría
- Hospital Néstor Fermín Cattoni
- Registro Civil
- Dirección de Rentas (dejó de funcionar en 2018)
- Bomberos de la provincia de Buenos Aires.
- Sucursal del Banco de la Nación Argentina
- Biblioteca Pública José Hernández que funciona en su sede en la calle 35 entre 28 y 30, desde el 28 de marzo de 2009 cuenta con un SUM para conferencias, teatro o cine.
- Oficina de Pami.

## Situación geográfica
38°0′ Latitud Sur - 59°20′ Longitud Oeste - Altitud 
137 m s. n. m. 
En el Norte de la zona central del distrito, entre el arroyo Calaveras y el Río Quequén Chico; al este de la RP 86 y al noroeste de Necochea

### Distancias
- 79 km pavimentados a Necochea por RP 86 y camino de acceso.

## Población
Cuenta con 2721 habitantes (Indec, 2010), lo que representa un descenso del 5,7% frente a los 2886 habitantes (Indec, 2001) del censo anterior.
| Gráfica de evolución demográfica de Juan N. Fernández entre 1991 y 2010 |
|                                                                         |
| Fuente: Censos nacionales del INDEC                                     |

## Lugares de interés
- Iglesia del Sagrado Corazón de Jesús, líneas arquitectónicas destacables.
- Río Quequén Chico, corre al este de la localidad. En sus aguas se pesca dentudo, bagre y otras especies. Posee barrancas donde se han encontrado restos paleontológicos y arqueológicos.

## Fiestas y Eventos
- Febrero - Carnavales, con festejos tradicionales organizados por el cuerpo de Bomberos Voluntarios.
- 28 de marzo -Aniversario de fundación. Se realizan actos culturales, espectáculos artísticos y competencias deportivas.
- Junio - Fiestas patronales del Sagrado Corazón de Jesús.
- 13 de abril: Días especiales en "Casa de Dios" JNF.
- Octubre - Fiesta provincial de La Soga Gaucha.

## Parroquias de la Iglesia católica en Juan Nepomuceno Fernández
| Diócesis  | Mar del Plata            |
| --------- | ------------------------ |
| Parroquia | Sagrado Corazón de Jesús |